# Universe Apollo
| Universe Apollo           | Universe Apollo                                                  | Universe Apollo                                                  |
| ------------------------- | ---------------------------------------------------------------- | ---------------------------------------------------------------- |
| kein Bild vorhanden       |                                                                  |                                                                  |
| Schiffsdaten              |                                                                  |                                                                  |
| Schiffstyp:               | Turbinentankschiff                                               | Turbinentankschiff                                               |
| Unterscheidungssignal:    |                                                                  |                                                                  |
| IMO Nummer:               |                                                                  |                                                                  |
| Heimathafen:              |                                                                  |                                                                  |
| Schiffstaufe:             | 6. Dezember 1958                                                 | 6. Dezember 1958                                                 |
| Fertigstellung:           | 16. Februar 1959                                                 | 16. Februar 1959                                                 |
| Bauwerft:                 | National Bulk Carriers in Kure, Japan                            | National Bulk Carriers in Kure, Japan                            |
| Reederei:                 | Universe Tankships                                               | Universe Tankships                                               |
| Technische Daten          |                                                                  |                                                                  |
| Bruttoraumzahl:           | 72.133                                                           | 72.133                                                           |
| Nettoraumzahl:            |                                                                  |                                                                  |
| Tragfähigkeit:            | 104.520 t ab 1962 etwa 120.000 t                                 | 104.520 t ab 1962 etwa 120.000 t                                 |
| Länge über alles:         | 289,50 m                                                         | 289,50 m                                                         |
| Länge zwischen den Loten: | 274,30 m                                                         | 274,30 m                                                         |
| Breite über alles:        | 41,30 m                                                          | 41,30 m                                                          |
| Seitenhöhe:               | m                                                                | m                                                                |
| Max. Tiefgang:            | m                                                                | m                                                                |
| Antriebsanlage            |                                                                  |                                                                  |
| Antrieb:                  | 1 × General Electric Dampfturbine mit Getriebe auf 1 × Propeller | 1 × General Electric Dampfturbine mit Getriebe auf 1 × Propeller |
| Maschinenleistung:        | 27.500 PS                                                        | 27.500 PS                                                        |
| Höchstgeschwindigkeit:    | 15,0 kn                                                          | 15,0 kn                                                          |
| Propellerdurchmesser:     | 7,60 m                                                           | 7,60 m                                                           |
| Sonstiges                 |                                                                  |                                                                  |
| Anzahl Besatzung:         | ?                                                                | ?                                                                |
| Verbleib                  | Ab 5. September 1979 in Kaohsiung, Taiwan abgebrochen            | Ab 5. September 1979 in Kaohsiung, Taiwan abgebrochen            |

Die Universe Apollo war ein Turbinentankschiff der Universe Tankships, das 1959 in Betrieb genommen wurde. Sie war das weltweit erste Tankschiff mit mehr als 100.000 TDW.

## Geschichte
Gebaut wurde die Universe Apollo 1958 unter der Baunummer 66 von National Bulk Carriers in Kure, Japan für die Firma Universe Tankships des Tankerreeders Daniel K. Ludwig. Am 16. Februar 1959 ging sie nach einer nur siebenmonatigen Bauzeit in Charter der Idemitsu Kōsan auf ihre erste Reise in den Persischen Golf. Mit ihren vier dampfbetriebenen Ladungspumpen konnte sie ihre komplette Ladung in nur 80 Stunden laden und in 30 Stunden löschen. Nach der Änderung der Regelungen über das Freibord für Tankschiffe im Jahre 1962 erhöhte sich die Tragfähigkeit auf über 120.000 Tonnen. 1977 wurde das Schiff in Piräus aufgelegt und 1979 schließlich an taiwanische Abbrecher verkauft. Es traf am 5. September 1979 in Kaohsiung zum Abbruch ein.